# Таллинский троллейбус
Та́ллинский тролле́йбус (эст. Trollibussiliiklus Tallinnas) — троллейбусная система города Таллина, столицы Эстонии, принадлежащая муниципальному предприятию «Tallinna Linnatranspordi AS» (до объединения с Таллинским автобусным объединением (TAK) — эст. Tallinna Trammi- ja Trollibussikoondis, TTK). Является единственной троллейбусной системой в Эстонии.
С 1 ноября 2024 года временно закрыта на реконструкцию. На момент прекращения движения, в Таллине действовали 4 троллейбусных линии, троллейбусный парк насчитывал 32 троллейбуса и 111 водителей троллейбусов, около 70 троллейбусных механиков и около 30 работников троллейбусной инфраструктуры.

## История
Таллинский троллейбус
Подготовка к созданию троллейбусной сети в столице Эстонской ССР началась ещё в сентябре 1946 года. Предполагалось пустить троллейбус по маршруту «Пирита — Сюдалинн — Балтийский вокзал — Копли», который должен был охватывать ключевые районы города. Планировку закончили 25 мая 1948 года, но троллейбус по городу так и не пошёл. Снова за проект взялись только в 1954 году, но и этот проект не был реализован.
Серьёзно за проект взялись спустя 5 лет. Было решено пустить троллейбус по линии «театр «Эстония» — Тоомпуйестеэ — Тынисмяэ — Палдиское шоссе — Рокка-аль-Маре». Строительные работы начались в 1962 году, однако линия дошла только до ипподрома. 
В 1962 году было основано Трамвайно-троллейбусное управление города Таллина (Палдиское шоссе, 89).
6 июля 1965 года на площади перед театром «Эстония» торжественно открыт маршрут №1 «Эстония – Ипподром»: бульвар Эстония – площадь Победы – бульвар Суворова – ул. Техника  – Палдиское шоссе.
31 октября 1967 года открыт маршрут № 2 «Эстония – Мустамяэ»: бульвар Эстония – площадь Победы – бульвар Суворова – улица Техника – Палдиское шоссе – ул. Тулика – бульвар Сыпрузе – ул. Эдуарда Вильде – ул. Акадеэмия.
26 июня 1969 года маршрут № 2 начал ходить по ул. Эндла (вместо ул. Техника – ул. Тулика).
11 июля 1969 года открыт маршрут № 3 «Эстония – Мустамяэ»: бульвар Эстония – площадь Победы – бульвар Суворова – ул. Техника – Палдиское шоссе – ул. Тулика – бульвар Сыпрузе – ул. Акадеэмия.
15 декабря 1970 года открыт маршрут № 4 «Эстония – Балтийский вокзал»: бульвар Эстония – площадь Победы – бульвар Суворова – ул. Техника – Балтийский вокзал.
Из-за малого спроса линия «Эстония – Балтийский вокзал» была достаточно быстро закрыта.
25 марта 1971 года маршрут № 4 перенаправлен в Мустамяэ: Балтийский вокзал – ул. Техника — Палдиское шоссе – ул. Тулика – бульвар Сыпрузе – ул. Акадеэмия .
25 августа 1971 года открыт маршрут № 5 «Балтийский вокзал – Мустамяэ»: Балтийский вокзал – ул. Техника – Палдиское шоссе – ул. Мустамяэ – ул. Вильде.
3 февраля 1975 года маршрут № 1 продлён от Ипподрома до Мустамяэ: ул. Мустамяэ — ул. Вильде — ул. Акадеэмия .
1 ноября 1977 года маршруты № 1 и № 3 перенесены на новую конечную около Дома торговли, вокруг которого организовано движение.
В 1979 году протяжённость троллейбусной линии составила 41 км, подвижной состав включал 127 троллейбусов. В 1979 году троллейбусами было перевезено 54,1 млн чел., общий пробег троллейбусов составил 6,5 млн км.
4 июля 1980 года открыт маршрут № 6 «Эстония – Вяйке-Ыйсмяэ»: по Палдискому шоссе через «малое кольцо» ул. Ыйсмяэ до конечной на ул. Ярвеотса.
10 декабря 1980 года маршрут № 6 переводится на «большое кольцо» ул. Ыйсмяэ.
10 декабря 1980 года открыт маршрут №7 «Балтийский вокзал – Вяйке-Ыйсмяэ» по «малому кольцу» ул. Ыйсмяэ.
11 мая 1981 года маршрут № 7 переведён на «большое кольцо» ул. Ыйсмяэ .
С 1 июля 1981 года маршрут № 6 проходит между ул. Тынисмяэ и ипподромом по ул. Эндла.
30 июня 1982 года открыт маршрут № 8 «площадь Победы – Вяйке-Ыйсмяэ»: площадь Победы — бульвар Суворова — ул. Техника — Палдиское шоссе — «малое кольцо» ул. Ыйсмяэ — конечная на ул. Ярвеотса.
1 октября 1983 года маршрут № 6 продлен до Дома торговли, с остановкой на улице Антса Лайкмаа.
15 ноября 1987 года маршрут № 4 меняет путь в сторону Мустамяэ — теперь идёт через ул. Техника и ул. Эндла (в сторону вокзала остаётся старый маршрут по ул. Тулика).
18 декабря 1987 года открыт маршрут № 9 «Копли – Кескузе»: ул. Копли – ул. Сыле – ул. Тулика – бульв. Сыпрузе – ул. Кескузе.
В 1981 году был внедрён передовой опыт киевлян: на улицах Таллина появились два троллейбусных поезда киевского изобретателя Владимира Веклича. Поезд состоял из двух единиц троллейбусов марки «Škoda 9Tr», соединённых между собой по системе Владимира Веклича. Поездами начали заменять одиночные троллейбусы, что решило проблему дефицита водителей, а также дало существенную экономию заработной платы, за 1981—1989 годы составившую 450 910 рублей. В 1982 году поездов было уже 12, в 1983 — 23. Максимальное количество поездов эксплуатировалось в 1984—1987 годах — 30. В дальнейшем, с заменой парка на новые троллейбусы, поезда были отменены.
7 октября 1991 года маршрут № 4 укорочен до конечной на ул. Кескузе (заезд с бульвара Сыпрузе сразу после остановки «Лийваку»).
В 1991 году сдано в эксплуатацию здание конечной станции Кескузе с диспетчерским пунктом.
28 ноября 1992 года маршруты №4 и №9 стали заезжать на конечную Кескузе по ул. Эхитаяте и ул. Кескузе, вокруг парка Мянни.
В 1995 году в троллейбусные сети был добавлен радио-диспетчер.
С июня 2002 года (из-за реконструкции подземного перехода на перекрестке улиц Гонсиори и Лайкмаа) маршруты № 1, 3 и 6 стали следовать Дома торговли универмага до театра «Эстония» по бульвару Рявала и затем через театральную площадь. Линия по улице Лайкмаа перестала использоваться в регулярном движении, но была демонтирована только в мае 2025. 
В декабре 2002 года были закуплены новые троллейбусы польской компании «Solaris Bus & Coach». 
В 2006—2009 годах при поддержке Евросоюза прошло частичное обновление троллейбусного парка.
1 декабря 2012 года перестал ходить троллейбус № 2. Он был заменён на автобусы маршрутов № 24 и № 24А.
1 сентября 2012 года глава Таллинской транспортной фирмы «AS Tallinna Linnatransport» Энно Тамм заявил, что в долгосрочной перспективе у троллейбусов Таллина нет будущего и лучше инвестировать в автобусы. Основной причиной он назвал рост цен за киловатт энергии и чрезвычайную дороговизну троллейбуса; троллейбус почти в четыре раза дороже обычного автобуса. Также Тамм сказал, что автобусы гораздо более экологичны, чем троллейбусы.
С 1 января 2013 года для жителей Таллина, имеющих постоянную регистрацию в городе проезд на общественном транспорте столицы Эстонии стал бесплатным.
В 2015 году принято решение о частичной замене парка троллейбусов новыми автобусами с гибридными двигателями. Первыми замене подверглись троллейбусные линии № 6 и № 7. В связи с планируемой реконструкцией дорожной развязки в Хааберсти эти маршруты, следовавшие в Вяйке-Ыйсмяэ, отменены с 1 января 2016 года, вместо них запущены автобусные линии № 42 и № 43. Суммы цифр новых автобусных маршрутов ссылаются на заменяемые ими троллейбусные маршруты. Так, например, автобус № 42, сумма цифр которого равна шесть ссылается на заменённый им троллейбусный маршрут № 6. Таким образом, горожанам, очевидно, проще запомнить новые маршруты.
2 мая 2017 года был отменён троллейбусный маршрут № 9. Он был заменён на автобус маршрута № 72.
В 2022 году силами работников депо, два троллейбуса «Solaris» были модернизированы с добавлением автономного хода. Троллейбусы тестировались в том числе на маршруте автобуса № 72.
1 ноября 2024 года в троллейбусы временно заменены на автобусы, поскольку срок эксплуатации, указанный производителем, у многих троллейбусов закончился или подходит к концу. Также в качестве причин были названы износ контактной сети и оборудования подстанций. Было сокращено 40 водителей троллейбусов, 71 человек были трудоустроены в качестве водителей автобусов, трамваев и социального транспорта. 
В ноябре 2024 года начался демонтаж троллейбусных линий в центре города . По состоянию на май 2025 года частично или полностью демонтированы линии по улицам Техника, Тоомпуйестеэ, Лайкмаа, Вильде, бульвару Эстонии, Палдискому шоссе.
В декабре 2024 года старые троллейбусы были проданы в Молдову. Три машины Solaris оставили в парке. Одна станет музейным экспонатом, а два модернизированных в 2022 году троллейбуса продолжат работу после окончания реконструкции инфраструктуры.
В январе 2025 года объявлено о заключении договора с компанией Skoda на поставку 40 новых троллейбусов: 22 троллейбусов длиной 18 метров и 18 троллейбусов длиной 12 метров, с возможностью дополнительно приобрести еще 30 единиц. Новые троллейбусы смогут преодолевать до 25 километров без использования контактной сети.
В начале 2025 году начались работы по реконструкции троллейбусных линий в районе Мустамяэ, включающая замену устаревших опор контактной сети по улицам Вильде, Мустамяэ, Акадеэмия и бульвару Сыпрузе. Реконструкцию подстанций и фидерных линий.
6 мая 2025 года было объявлено о начале работ по восстановлению небольшого участка контактной сети на конечной остановке в Копли, для подзарядки аккумуляторных троллейбусов с целью замены автобусов на троллейбусы на маршруте № 72.

## Статистика
| Показатели                        | 1980 | 1985 | 1990 | 1991 | 1992 | 1993 | 1994 | 1995 | 1996 | 1997 | 1998 | 1999 | 2000 | 2001 | 2002 | 2003 | 2004 | 2005 | 2006 | 2007 | 2008 | 2009 |
| --------------------------------- | ---- | ---- | ---- | ---- | ---- | ---- | ---- | ---- | ---- | ---- | ---- | ---- | ---- | ---- | ---- | ---- | ---- | ---- | ---- | ---- | ---- | ---- |
| Эксплуатационная длина, км        | 61,9 | 66,0 | 77,8 | 79,1 | 79,5 | 79,5 | 79,5 | 79,5 | 79,5 | 77,8 | 78,2 | 78,2 | 76,1 | 76,1 | 76,5 | 76,5 | 76,5 | 76,5 | 76,5 | 76,5 | 76,5 | —    |
| Число троллейбусов в эксплуатации | 151  | 194  | 211  | 204  | 189  | 178  | 167  | 152  | 146  | 145  | 142  | 140  | 137  | 126  | 127  | 129  | 129  | 125  | 123  | 121  | 120  | 119  |
| Перевезено пассажиров, млн        | 61,3 | 84,8 | 90,2 | 85,4 | 88,0 | 60,2 | 37,6 | 31,5 | 31,9 | 33,1 | 39,0 | 37,4 | 45,1 | 38,0 | 40,0 | 40,4 | 35,9 | 32,5 | 33,9 | 34,0 | 32,6 | 32,6 |

## Маршруты
- Планируемые:
  - № 81 (До 1 ноября 2024 года № 1) Мустамяэ — Дом торговли. С 1 ноября 2024 по 2026 год временно обслуживается автобусами.
  - № 83 (До 1 ноября 2024 года № 3) Мустамяэ — Дом торговли. С 1 ноября 2024 по 2026 год временно обслуживается автобусами.
  - № 84 (До 1 ноября 2024 года № 4) Улица Кескузе — Балтийский вокзал. С 1 ноября 2024 по 2026 год временно обслуживается автобусами.
  - № 85 (До 1 ноября 2024 года № 5) Мустамяэ — Балтийский вокзал. С 1 ноября 2024 по 2026 год временно обслуживается автобусами.
  - № 42 (До 1 января 2016 года № 6) Вяйке-Ыйсмяэ — Дом торговли. С 1 января 2016 года заменён на автобусную линию. С 1 августа 2023 года объединена с автобусной линией № 68. Восстановление троллейбусного движения уже по текущему маршруту планируется в 2028 году[22].
  - № 72 (До 2 мая 2017 года № 9) Улица Кескузе — Копли. С 2 мая 2017 года заменён на автобусную линию №72. Восстановление троллейбусного движение планируется в 2026 году.
- Отменённые:
  - № 2 Мустамяэ — театр «Эстония». 1 декабря 2012 года заменён на автобусные линии № 24 и 24А.
  - № 7 Вяйке-Ыйсмяэ — Балтийский вокзал. С 1 января 2016 года заменён на автобусную линию № 43. С 1 августа 2023 года объединена с автобусной линией № 8 и перенумерована в последнюю.
  - № 8 Вяйке-Ыйсмяэ — площадь Свободы. С 1 апреля 2000 года заменён на автобусную линию № 22. Автобусная линия закрыта в 2024 году.